# Shinmai Maou no Testament
Shinmai Maou no Testament (新妹魔王の, Shinmai Maō no Tesutamento ou Shinmai Maō no Keiyakusha) é uma série de light novels japonesa escrita por Tetsuto Uesu e ilustrada por Nekosuke Ōkuma. Doze volumes foram publicados pela Kadokawa Shoten desde 2012 com a impressão de Kadokawa Sneaker Bunko. Uma adaptação para mangá foi serializada pela revista Shōnen Ace, da Kadokawa Shoten, desde maio de 2013. Uma segunda adaptação para mangá foi serializada pela revista Young Animal Arashi, da Hakusensha, desde fevereiro de 2014. A primeira temporada da adaptação para anime estreou em 7 de janeiro de 2015. O primeiro OVA foi lançado em 22 de junho de 2015. A segunda temporada foi ao ar em 9 de outubro de 2015. Um segundo OVA foi lançado em 26 de janeiro de 2016. Um terceiro episódio OVA foi lançado em 28 de março de 2018.

## Enredo
Basara Tojo é um estudante do ensino médio que estuda na Academia Hijirigasaka. Um dia, seu pai, Jin, de repente, se "casa novamente" e pergunta a Basara se ele quer ter irmãs. Basara conhece suas duas lindas irmãs adotivas, Mio Naruse e Maria Naruse. Depois que seu pai viaja para o exterior, Basara rapidamente descobre que as duas irmãs são na verdade parte de um clã demoníaco, e ele deve estar com o clã dos heróis. Mio, uma princesa demoníaca, tenta forçar um contrato de mestre e servo com Basara, mas Maria acaba sendo o oposto, com Basara como mestre. Basara sempre acaba entrando em situações eróticas, tentando proteger Mio de ser perseguida por outros demônios que buscam sua herança passada pelo ex-lorde demônio Wilbert.

## Personagens
Basara Tojo (東城 刃更, Tojo Basara)
Voz de: Yuichi Nakamura (Japonês), Chris Hackney (Português)
Basara Tojo é um estudante do primeiro ano do ensino médio da Academia Hijirigasaka e protagonista da história. Como membro de um clã herói, ele cresce em uma vila rural escondida. Basara empunha a espada anteriormente amaldiçoada Brynhildr. Basara é o único filho de Jin Tojo, anteriormente reconhecido como o 'Herói Mais Forte' da vila. Como filho de Jin, grandes coisas são esperadas de Basara e ele é extraordinariamente forte mesmo quando jovem. Basara possui a habilidade 'Banishing Shift', que anula qualquer habilidade dirigida contra ele. Cinco anos antes, quando Jin estava viajando, o selo do 'Espírito Maléfico' do S-Ranked se quebrou. Muitas pessoas, incluindo seus amigos e familiares, foram mortas pelo espírito. Quando ele vê o Espírito Maléfico tentando prejudicar seu amigo de infância, Yuki, seu Banishing Shift fica fora de controle, causando a formação de uma grande cratera, destruindo os corpos dos mortos, exceto Yuki, e também limpando a área do Espírito Maléfico. Yuki é poupado e a espada amaldiçoada Brynhildr é purificada. Por causa disso, ele está confinado na vila e, quando o pai de Basara retorna, ele insiste em que Basara seja libertado. Basara é libertado, mas apenas com a condição de que Jin perca seu título de herói. Jin escolhe a libertação de seu filho e eles se mudam para a cidade. No presente, o pai de Basara diz que ele está se casando novamente e que Basara terá duas irmãs mais novas, Mio e Maria. Os quatro se mudam para uma casa nova (já que a mãe das meninas está fora do país) e Jin é logo chamado a negócios. As meninas se aproveitam e tentam forçar Basara a sair de casa usando magia. No entanto, o plano dá errado e Basara diz para elas saírem. Ele então entra em contato com seu pai, que revela a verdadeira natureza das meninas para Basara e por que ele as levou. Tendo decidido protegê-las como seu irmão mais velho, e apesar de seu engano, Basara vai atrás das meninas e salva a vida de Mio. Maria faz Basara e Mio firmarem um contrato mágico de mestre-escravo que lhes permite conhecer a localização um do outro. Mas Maria inesperadamente torna Basara o mestre e Mio o escravo, e não o contrário, e pelo fato de Maria ter usado a magia súcubo para formar o contrato, a penalidade para um servo desleal é um forte efeito afrodisíaco que só pode ser aliviado com o toque do mestre, levando a uma forte liberação orgástica. Ele também fez em um pacto com Yuki, a fim de aumentar sua força de combate.
Mio Naruse (成瀬 澪, Naruse Mio)
Voz de: Ayaka Asai  (Japonês), Lauren Landa (Português)
Mio é uma princesa demônio e herdeira do ex-lorde demônio, Wilbert, além de sobrinha do atual líder da facção moderada, Ramsus. Ela cresce sob os cuidados de alguns dos seguidores de Wilbert, ignorando sua herança. Mio toma conhecimento de sua herança e herda as habilidades de seu verdadeiro pai após sua morte, apenas seis meses antes de conhecer a família Tojo. Ela e Maria se escondem dos atuais servos do Lorde Demônio Leoheart, que querem matá-la pelos poderes que ela herdou. Esta é a razão pela qual Jin Tojo leva Mio e a súcubo Maria, para protegê-los e impedir que o atual Lorde Demônio fique mais forte. Mio não está satisfeita com os resultados do feitiço de união de Maria, mas ela acaba desenvolvendo sentimentos por Basara. No entanto, sempre que ele acidentalmente a encontra nua, ela constantemente diz que o matará cem vezes, com ela normalmente atingindo-o com sua magia. Quando ela precisa ser submetida devido aos efeitos afrodisíacos do pacto, sua área mais sensível são os seios.
Maria Naruse (成瀬 万理亜, Naruse Maria)
Voz de: Kaori Fukuhara (Japonês), Kira Buckland (Português)
Maria é um súcubo e é seguidora e guardiã de Mio. Maria ama Mio como uma irmã e está disposta a dar sua própria vida para protegê-la. No entanto, fiel à sua natureza súcubo, Maria gosta de provocar e enganar Basara sempre que pode, mas ela realmente gosta dele e o considera seu irmão mais velho, embora ela pareça gostar de colocá-lo em situações pervertidas. Tudo isso o deixa desconfortável, pois ela também é responsável pelos momentos de Basara e Mio sozinhos, envolvendo os dois em posições ou momentos desconfortáveis, que podem ficar nus. Seus truques muitas vezes a colocam em problemas e resulta em Mio a punindo. Mais tarde, é revelado que ela tem uma forma muito mais adulta, que é um extremo oposto à sua forma lolita, sendo uma adulta incrivelmente sedutora.
Yuki Nonaka (野中 柚希, Nonaka Yūki)
Voz de: Sarah Emi Bridcutt (Japonês), Xanthe Huynh (primeira temporada), Kayli Mills (segunda temporada) (Português)
Yuki é membro da Tribo dos Heróis e amigo de infância de Basara Tojo, que fala no dialeto Kansai. Ela é uma pessoa bastante calma e séria, que só mostra seu lado mais carinhoso com Basara, pois ela tem uma queda por ele desde que eram crianças. Ela é uma das observadoras de Mio Naruse, é a representante de classe de Basara e da turma de Mio na Academia Hijirigasaka. Ao contrário de quase todas as outras pessoas da Tribo dos Heróis, ela não guarda ressentimentos de Basara em relação ao incidente há cinco anos. Ela considera Basara como a coisa mais importante em sua vida, apesar de afirmar que está cuidando de todo mundo porque sabe que o povo dele se voltou contra ele, e não o contrário. Yuki é a irmã de Kurumi Nonaka e usa a Espada Espiritual, Sakuya. Ela é a segunda pessoa a fazer um contrato de mestre-servo com Basara (algo que concordou sem hesitar) e até o formou da mesma maneira que Mio. Maria confirmou que o ponto mais sensível de Yuki são suas nádegas.
Kurumi Nonaka (野中 胡桃, Nonaka Kurumi)
Voz de: Iori Nomizu (Japonês), Cindy Robinson (Português)
A irmã mais nova de Yuki e também membro da Tribo dos Heróis. Kurumi tem uma atitude hostil em relação a Basara, mas depois de ser salva por ele durante a luta, ela percebe o que Yuki sabia o tempo todo — que ele continua a se culpar por não ser capaz de controlar sua capacidade que causou o acidente há cinco anos — e desenvolve uma paixão por ele também. Ela é especialista em convocar espíritos. O ponto mais sensível de Kurumi são suas axilas. Mais tarde, ela se junta ao grupo de Basara como a quarta mulher.
Jin Tojo (東城 迅, Tojo Jin)
Voz de: Keiji Fujiwara (Japonês), Kirk Thornton (Português)
Jin é o pai de Basara, e ele também é conhecido como o Deus da Guerra. Ele tem duas esposas — uma é um Lorde Demônio e a outra é um Anjo (Nephilim). Ele conhece e simpatiza com a situação de Mio e é por isso que ele decide protegê-la. Como correspondente estrangeiro, Jin está em grande parte ausente da casa dos Tojo. Sua força é tão famosa que manteve o Lorde Demônio Wilbert à distância e quase derrotou o Lorde Demônio Leohart.
Yahiro Takigawa (Lars) (滝川 八尋 (ラース), Takigawa Yahiro (Rāsu))
Voz de: Tomokazu Sugita (Japonês), Ray Chase (Português)
Um demônio mascarado enviado para espionar Mio, mas depois de ser derrotado e quase morto, ele faz amizade com Basara e eles formam uma aliança desconfortável. Ele é capaz de criar bonecas para substituí-lo e lutar usando barreiras. Os pais adotivos de Mio eram seus cuidadores no orfanato em que ele cresceu, então ele concordou em ajudar Basara na condição de poder matar o próprio Zolgia, para cumprir seu desejo e vingar seus cuidadores.
Takashi Hayase (早瀬 高志, Hayase Takashi)
Voz de: Go Inoue (Japonês), Todd Haberkorn (Português)
Um membro da Tribo dos Heróis que empunha a lança amaldiçoada, Byakko. Ele é amigo de infância de Basara, mas guarda ressentimentos desde o incidente, cinco anos atrás. Ele acredita firmemente que Basara esqueceu o incidente e que qualquer pessoa que esteja do lado de um demônio precisa ser morta.
Chisato Hasegawa (長谷川 千里, Hasegawa Chisato)
Voz de: Yuu Asakawa (Japonês), Wendee Lee (Português)
A enfermeira da escola na Academia Hijirigasaka. Ela está ciente das coisas sobrenaturais que acontecem ao redor dos alunos e tende a dar conselhos a Basara. Uma pessoa sábia e atenciosa, é revelado que ela era a melhor amiga da mãe de Basara, e elas eram próximas o suficiente para serem irmãs em tudo, menos sangue. Depois que a mãe de Basara morre, Hasegawa dedica sua vida a proteger Basara. Também é revelado que ela não é humana, mas de fato um deus, sugerindo que a mãe de Basara também era uma, tornando-o um semideus.
Zest (ゼスト, Zesuto)
Voz de: Seiko Yoshida (Japonês), Jeannie Howard (Português)
Outro demônio, feito por Zolgia como sua mão direita, foi enviado para vigiar Mio ao lado de Lars, que inveja os pactos que Basara tem com Maria, Mio e Yuki. Mais tarde, ela se junta ao grupo de Basara como a quinta mulher e a terceira garota demoníaca após a derrota de Zolgia e sua deserção para a facção Moderada. Depois de passar um tempo com a mãe de Maria, Sheera, Basara descobre que seu busto havia crescido consideravelmente. Basara e ela são convencidos por Sheera a fazer um terceiro pacto de servo-mestre, não apenas para aumentar sua força, mas também para proteger Zest, que estaria em perigo se a tensão entre as facções demoníacas aumentar. Embora Zest tenha conseguido fazer um pacto de servo-mestre adequado com Basara, ao contrário de Mio e Yuki, os efeitos afrodisíacos da maldição ainda são ativados devido às próprias dúvidas de Zest sobre seu valor de ser serva de Basara. Em contraste com sua natureza séria durante a batalha, Zest é mansa e tímida por fora; ela às vezes se veste como empregada doméstica para Basara e refere-se a ele com o honorífico "-sama".
Kyōichi Shiba (芝恭一, Shiba Kyōichi)
Voz de: Daisuke Hirakawa (Japonês), Brian Beacock (Português)
Um membro da Tribo dos Heróis que é libertado da prisão para acompanhar Takashi e Kurumi como espectador. Embora muito poderoso, ele respeita a capacidade e o desejo de Basara de proteger Mio, Maria e Yuki. Basara afirma que Shiba é tão poderoso que, se ele for um gênio, seria super talentoso.
Zolgear (ゾルギア, Zorugia)
Voz de: Hiroto Kazuki (Japonês), Kyle Hebert (Português)
O Demônio que matou os pais adotivos de Mio e o ex-mestre de Zest, e que planeja ativar Leohart e obter os poderes do Rei Demônio para si mesmo sequestrando Mio sem o conhecimento de Leohart. Depois que ele é derrotado, Lars captura, tortura e, finalmente, o mata na presença de Basara.
Leohart (レオハート, Reohāto)
Voz de: Kazuyuki Okitsu (Japonês), Kyle McCarley (Português)
O atual Lorde Demônio e irmão mais novo do demônio Riara.
Mamoru Sakasaki/Ornis (坂崎 守 / オルニス, Sakazaki Mamoru/Orunisu)
Voz de: Kenjiro Tsuda (Japonês), Harvey Manfrenjensen (Português)
Um professor da Academia Hijirigasaka. Inicialmente assumido como humano, é revelado que ele é um deus, assim como Hasegawa. Ele tem a intenção de matar Basara, que ele acredita ter ultrapassado seus limites, conquistando o carinho de Hasegawa, e acredita que matá-lo trará Hasegawa de volta ao céu. Depois de usar Kurumi como refém para impedir o ataque de Basara, ele consegue cortar o braço da espada de Basara. No entanto, isso faz com que a espada reaja e libere o espírito de Brynhildr, uma das valquírias mais poderosas. Dessa forma, o braço de Basara cresce para trás, seu cabelo muda de cor e seu olho direito brilha. Ele move-se tão rápido que Sakasaki não consegue acompanhar seus movimentos. Basara tenta matar Sakasaki, mas Hasegawa intervém. Ela então revela que sempre soube que Ornis substituiu o verdadeiro Sakasaki. Usando todo o seu poder, Hasegawa mata Ornis e faz Basara receber o crédito por matar o deus.

## Mídia

### Light novel
O primeiro volume de light novel foi publicado em 29 de setembro de 2012, pela Kadokawa Sneaker Bunko. Doze volumes foram publicados em abril de 2018.

### Mangá
Um mangá com arte de Kashiwa Miyako começou a serialização na revista shōnen Shōnen Ace, da Kadokawa Shoten, na edição de julho de 2013, lançada em 25 de maio de 2013. Uma segunda adaptação do mangá, intitulada Shinmai Maō no Testament: Arashi! (新妹魔王の契約者・嵐！), focando as artimanhas de Maria com arte de Fumihiro Kiso, começou a serialização na revista de mangá seinen da Hakusensha, Young Animal Arashi, em 7 de fevereiro de 2014. Ambas as séries foram licenciadas para publicação na América do Norte pela Seven Seas Entertainment.

### Animes
Uma adaptação para anime da televisão estreou em 7 de janeiro de 2015. O tema de abertura é "Blade of Hope", do sweet ARMS, e o tema de encerramento é "Still Sis", de Kaori Sadohara. Uma segunda temporada intitulada Shinmai Maou no Testament BURST estreou em 9 de outubro de 2015. O anime é licenciado na América do Norte pela Crunchyroll, com a Funimation lidando com o lançamento do home video. A Anime Limited lançou a série no Reino Unido.

## Proibição na China
Em 12 de junho de 2015, o Ministério da Cultura chinês listou Shinmai Maou no Testament entre os 38 títulos de anime e mangá banidos na China.